# Genbu
Genbu és un dels quatre monstres divins que indiquen els punts cardinals. Genbu té l'aparença d'una tortuga i una serp, que sovint apareixen entrellaçades; representa el nord i simbolitza l'element de la terra. La paraula «genbu» prové del japonès.
L'origen de Genbu prové d'un dels quatre símbols de les constel·lacions xineses; aquests quatre símbols són criatures mitològiques que apareixen entre les constel·lacions xineses al llarg de l'eclíptica, i considerades com els guardians dels quatre punts cardinals. Aquestes quatre criatures també es refereixen amb una varietat d'altres noms, com ara «Quatre Guardians», «Quatre Déus», i «Quatre Bèsties De Bons Auguris». Són el Seiryū o Drac Blau de l'Est, el Suzaku o Fènix Vermelló del Sud, el Byakko o Tigre Blanc d'Occident i la «Tortuga Negra» (també anomenat "Guerrer Negre") del Nord.
El pictograma "武" pot significar "marcial" o "guerrer". Els dos caràcters 玄 i 武 no tenen cap significat literal de tortuga i serp. Però se sap que tant la tortuga com la serp hibernen durant l'hivern. La imatge de la tortuga i la serp entrellaçades probablement simbolitza un estat de lluita interior o un estat d'hibernació i, per tant, implica l'estació de l'hivern. Així que la traducció anglesa Black ~ Dark ~ Mysterious Warrior  és una traducció més fidel.
A més de representar el nord també fa referència a l'estació de l'hivern.
Al Japó, els caràcters 玄武 es pronuncien com a Genbu. Es diu que protegeix Kyotopel seu costat nord, sent un dels quatre esperits guardians que protegeixen la ciutat (un per cada punt cardinal). Està representat pel santuari Kenkun, que es troba al cim del mont Funaoka a Kyoto.
Un important sacerdot taoista, el seu nom vigent dins el món del clergat és també 玄武 Xuanwu. A vegades (com per exemple a Journey to the West ) se'l representa en companyia d'una tortuga i una serp.

## Origen
L'origen de Genbu s'enfila a la tradició mil·lenària de les constel·lacions xineses, on representa una figura icònica de gran importància simbòlica. Coneguda pels xinesos com la Tortuga negra o la Tortuga del nord, Genbu simbolitza no només la direcció del nord, sinó també l'estació de l'hivern. Aquesta figura és part integrant del Feng Shui, una pràctica ancestral xinesa que busca harmonitzar l'entorn amb la natura i les energies positives.
En el context del Feng Shui, Genbu es considera un guardià protector del llar i un portador de llarga vida. Tradicionalment, s'orienta cap a una paret sense finestres, ja que es creu que aquesta és la posició més fortificada de la casa, proporcionant protecció i estabilitat als seus habitants.
A la Xina, Genbu també és conegut com Xuan Wu (玄武), que es tradueix literalment com el "guerrer negre". Aquesta denominació ressalta la seva naturalesa protectora i la seva associació amb la força i la determinació.
La figura de Genbu ha perdurat al llarg dels segles com un símbol de protecció, estabilitat i longevitat, i la seva presència continua sent rellevant en les pràctiques culturals i espirituals de diverses comunitats orientals.

## Història

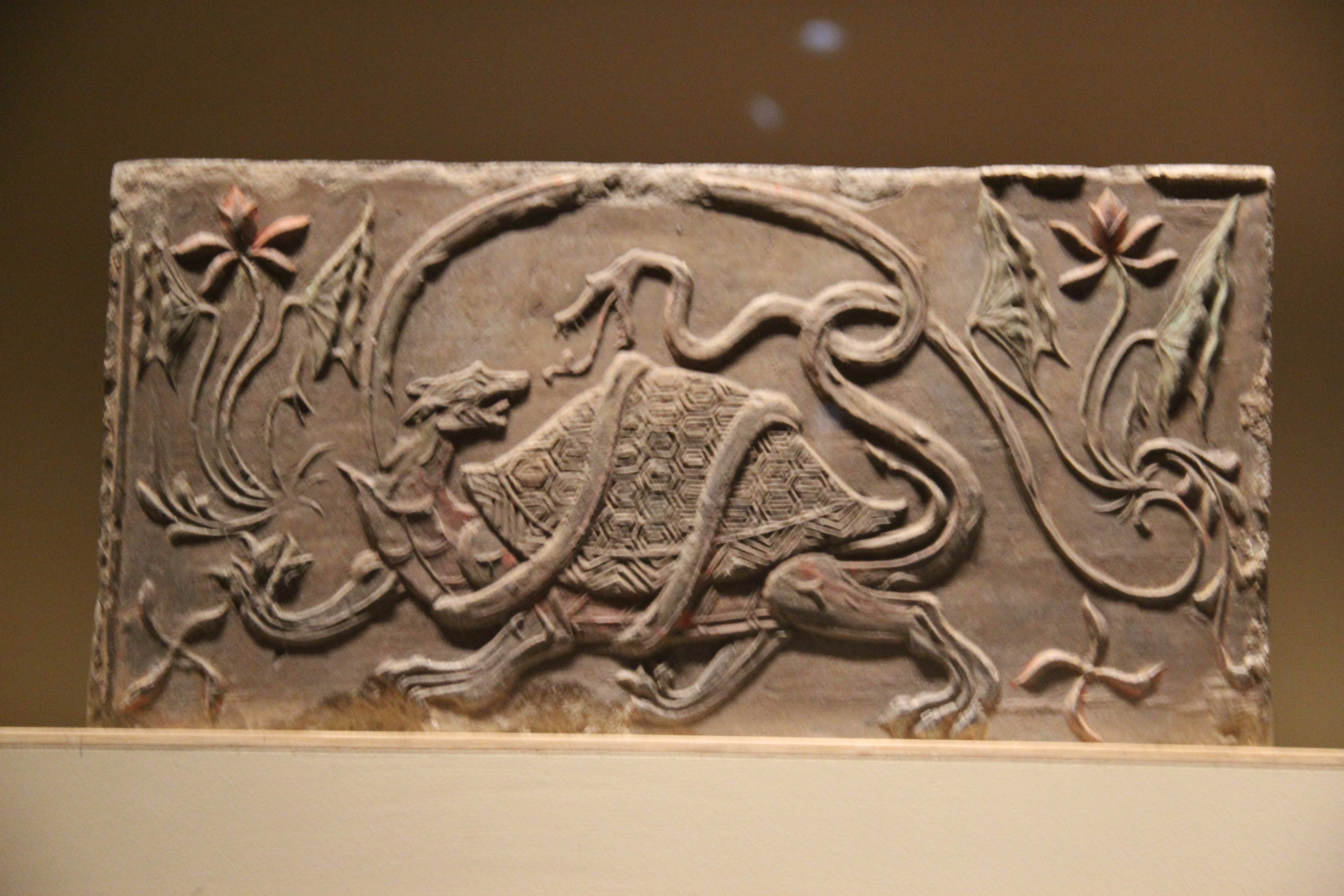
Tortuga negra amb serp. Relleu de maons de les dinasties del sud 11.

A la Xina antiga, la tortuga i la serp eren vistes com a criatures espirituals que simbolitzaven longevitat i prosperitat. Durant la dinastia Han, aquestes criatures eren venerades i la gent sovint feia servir arracades de jade amb forma de tortuga com a amulets protectors. La influència cultural de la Xina antiga al Japó va portar a l'adopció d'aquests símbols en diversos àmbits de la societat japonesa.
Segons la llegenda, les tortugues de sexe femení eren considerades sagrades i es creia que només podien unir-se amb serps mascles. Aquesta creença es basava en la idea que les relacions entre tortugues de sexe femení i mascles serp creaven una energia poderosa que simbolitzava la unió de dos essències vitals. No obstant això, aquesta pràctica també va generar supersticions i tabús socials, i es va associar la tortuga amb la infidelitat.
Com a resultat d'aquesta creença, els homes casats amb dones que sospitaven que mantenien relacions extraconjugals les anomenaven "tortugues", utilitzant aquest terme com a insinuació de deshonra i engany. Aquesta connotació negativa va provocar una disminució en l'ús de la tortuga com a símbol de fortuna i prosperitat en la cultura popular.

### Xuanwu

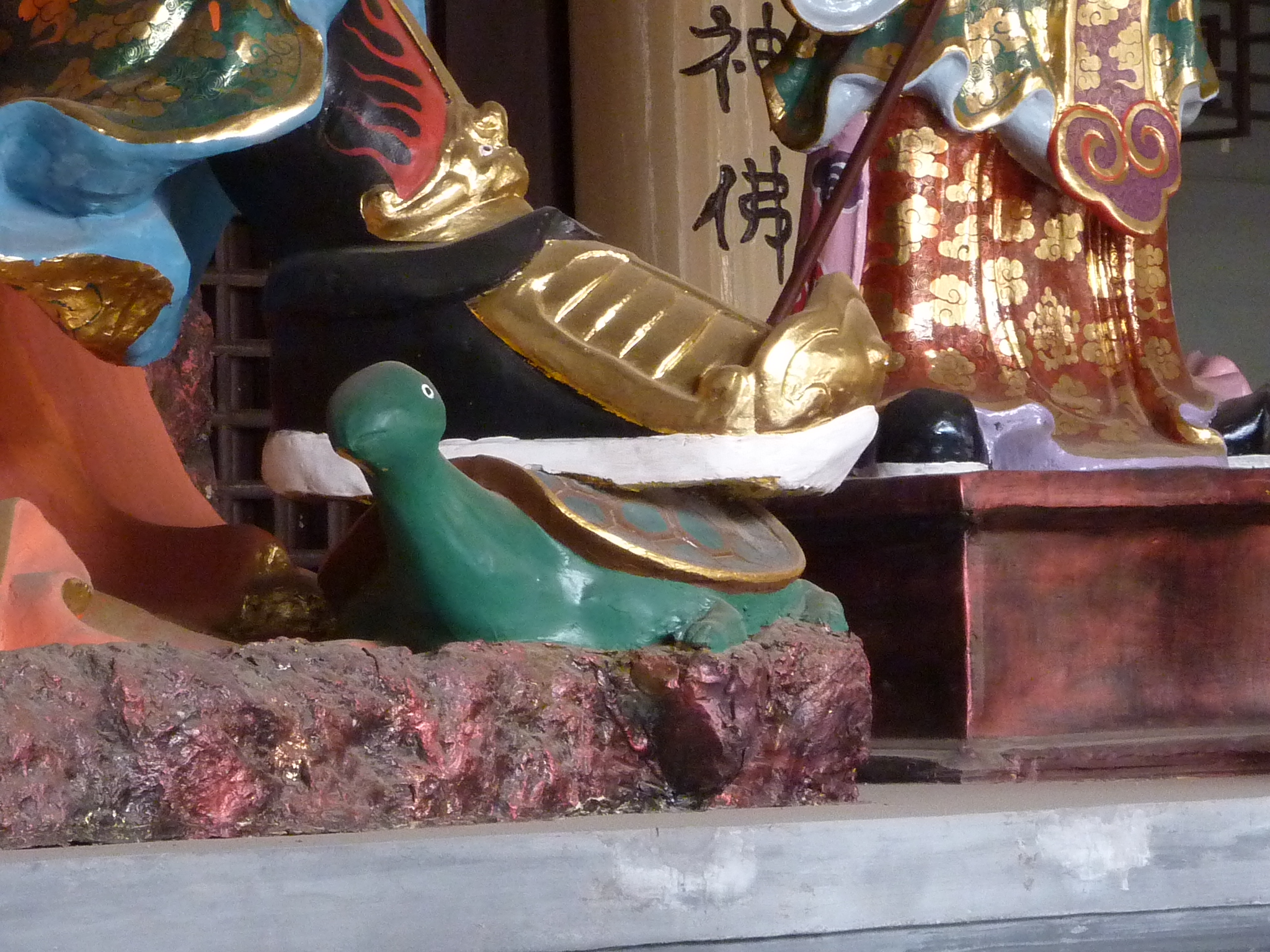
Xuanwu sotmetent a la tortuga. Palau Wudang de Yangzhou. L'estàtua de Zhenwu a la sala principal del temple, la sala Zhenwu. Segons el cànon, Zhenwu s'asseu amb el peu esquerre recolzat sobre el general de la tortuga i el peu dret sobre el general de la serp.

En la novel·la clàssica Viatge a l'Oest, Xuanwu era un rei del nord que tenia dos generals a les seves ordres, un «general tortuga» i un «general serp». Aquest déu tenia un temple a les muntanyes Wudang de Hubei i actualment hi ha una «Muntanya Tortuga» i una «Muntanya Serp» en les ribes oposades d'un riu prop de Wuhan, la capital de Hubei..Segons la llegenda xinesa, Xuanwu era el príncep d'un governant xinès, però no estava interessat a ocupar el tron, sinó que va optar per deixar als seus pares als 16 anys i estudiar taoisme. Segons la llegenda, va acabar aconseguint un estatus diví i va ser adorat com una deïtat del cel del nord.
Altres llegendes xineses també parlen de com va sorgir el «General Tortuga» i un «General Serp». Durant el temps d'estudi de Xuanwu per a aconseguir la il·luminació i l'estatus diví, se li va dir que, per a aconseguir plenament la divinitat, havia de purgar tota la carn humana del seu cos. Com sempre havia menjat els aliments del món, malgrat tots els seus esforços, el seu estómac i intestins continuaven sent humans. Un déu va venir llavors i va canviar els seus òrgans per altres òrgans divins. Una vegada extrets, es diu que l'estómac i els intestins originals es van convertir en una tortuga i una serp, respectivament. La tortuga i la serp es van convertir en dimonis i van terroritzar a la gent. Un cop es convertí en una divinitat, Xuanwu es va assabentar d'això i va tornar per a matar als monstres que havia deslligat al camp. No obstant això, com que la serp i la tortuga van mostrar remordiments, no les va matar, sinó que les va deixar entrenar sota el seu comandament perquè expiessin les seves males accions. Llavors es van convertir en els generals Tortuga i Serp i van ajudar a Xuanwu en les seves missions (una altra llegenda sostenia que els òrgans mortals van ser llançats per a convertir-se a les muntanyes Tortuga i Serp de Wuhan).
Segons una altra font, una vegada que Xuanwu havia començat el seu estudi del Way, va descobrir que havia de purgar-se de tots els seus pecats passats per a convertir-se en un déu. Va aprendre a aconseguir-ho rentant el seu estómac i intestins en el riu. En rentar els seus òrgans interns, els seus pecats es van dissoldre en l'aigua en una forma fosca i negra. Aquests es van convertir en una tortuga negra i en una serp que va terroritzar al país. Una vegada que Xuanwu es va assabentar d'això, va tornar per a sotmetre'ls com en l'altra història.

## Set mansions de la tortuga negra
Com amb els altres tres símbols, hi ha set «Mansions» astrològiques (posicions de la Lluna) dins de la tortuga negra. Aquestes set mansions de la tortuga negra són posicions astrològiques que corresponen a determinades etapes del cicle lunar. Cada mansió està associada amb un nom específic i un conjunt de constel·lacions estel·lars que tenen significats simbòlics en la tradició xinesa. Aquestes mansions eren utilitzades per determinar els auguris i les pràctiques de cultiu en l'agricultura tradicional xinesa.
Les set mansions de la tortuga negra i les seves estrelles determinants són les següents:

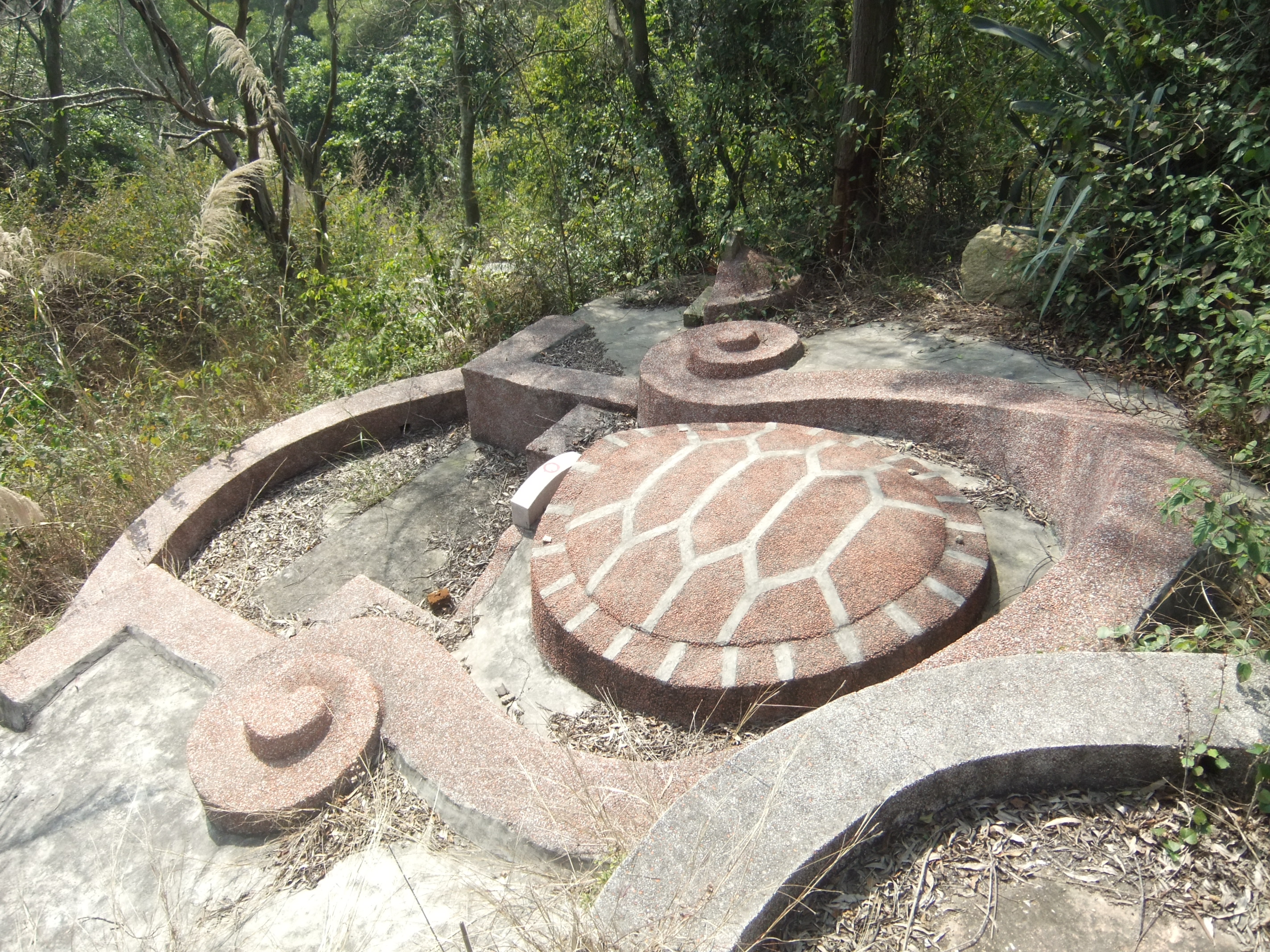
Una característica " tomba d'esquena de tortuga " a Quanzhou, (en xinès: 泉州, en pinyin: Quánzhōu), una ciutat-prefectura de la provincia de Fujian a la República Popular Xina.

| Número de mansió | Nom | Pinyin | Traducció    | Estrella determinant | Al Japó |
| ---------------- | --- | ------ | ------------ | -------------------- | ------- |
| 8                | 斗  | Dǒu    | (Sud) Dipper | φ Sgr                | Hikitsu |
| 9                | 牛  | Niú    | Bou          | β Cap                | Inami   |
| 10               | 女  | Nǚ     | Noia         | ε Aqr                | Uruki   |
| 11               | 虛  | Xū     | Buit         | β Aqr                | Tomite  |
| 12               | 危  | Wēi    | Terrat       | α Aqr                | Urumiya |
| 13               | 室  | Shi    | Acampada     | α Peg                | Hatsui  |
| 14               | 壁  | Bì     | Mur          | γ Peg                | Namame  |

## Genbu en altres llengües
- Hyeon-mu en coreà
- Huyền Vũ en vietnamita
- Xuán Wǔ en pinyin

## Aparicions
- Genbu, un dels quatre déus protectors d'Asato Tsuzuki de la sèrie d'anime Yami no Matsuei.
- La seva figura humana apareix a Dragon Quest Monster: Super Light com a monstre especial.
- A l'anime Fushigi Yūgi és un dels quatre déus juntament amb Byakko, Seiryu i Suzaku.
- Genbu també és representat a l'anime Beyblade, amb el mateix nom (Draciel en la versió americana).
- Genbu és el nom del cercle que porta Zetsu d'Akatsuki a Naruto.
- L'Espiritu Tortuga de The Rising of the Shield Hero està basat en Genbu.
- A la sèrie i al videojoc Inazuma Eleven GO: Chrono Stone, l'Espiritu Guerrer "Guerrer del Nord Xuan-Wu" està basat en el Genbu.
- A la sèrie Yu Yu Hakusho, és un dels monstres que el protagonista derrota.
- Genbu també és el Cavaller de Lleó, predecessor de Shiryu i al seu torn de Dohko a l'anime Saint Seiya Ω.
- Genbu també forma part com un dels 108 Specters que conformen l'exèrcit del déu Hades durant la Guerra Santa del Plantilla:Segles a l'anime Saint Seiya: The Lost Canvas - Hades Mythology.
- A Digimon és representat com una de les Quatre Bèsties Sagrades que protegeixen el Món Digital Ebonwumon (Xuanwumon en la versió japonesa).
- És el primer dels quatre adversaris a derrotar al videojoc RPG SaGa (anomenat The Final Fantasy Legend als Estats Units).
- A la sèrie Yo-kai Watch Shadowside i al joc Yo-kai Watch 4, Genbu apareix com el quart kebumajin.
- Al videojoc Final Fantasy XIV: Stormblood, apareix com un Personatge no jugador part de la sèrie de quests "Four Lords".
- Al videojoc Xenoblade Chronicles 2, apareix com un Tità amb interior fred i ple de pobresa. És el Tità d'origen del personatge Zeke i Pandoria, qui al seu torn té una connexió inexplicada amb el Tità.
- És el nom d'un dels únics en el videojoc MMORPG Silkroad Online.
- Al videojoc Pokémon Legends: Arceus la forma tòtem d'Enamorus està basada en Genbu.